# 메이너드 퍼거슨
메이너드 퍼거슨(Maynard Ferguson, 1928년 5월 4일 ~ 2006년 8월 23일)은 캐나다의 재즈 트럼펫 연주자이자 밴드리더였다. 그는 1957년 자신의 빅 밴드를 결성하기 전에 스탄 켄튼의 오케스트라에서 유명해졌다. 그는 종종 신진 재능의 디딤돌 역할을 하는 밴드, 여러 악기에 대한 다재다능함, 높은 등기로 유명했다.

## 개인 생활
1973년, 퍼거슨은 캘리포니아주 오하이에 정착했고, 그곳에서 그는 그의 인생의 마지막까지 살았다. 그의 첫 번째 결혼은 가수 케이 브라운과의 결혼이었다. 1956년 플로 퍼거슨과의 결혼은 2005년 2월 27일 그녀가 사망할 때까지 지속되었다. 퍼거슨 감독은 플로가 짐 함자와 결혼해 의붓딸인 코비, 리사, 와일더, 아들 벤틀리 등 3명의 딸을 두었다. 킴 퍼거슨은 메이너드의 전 감독 짐 엑슨과 결혼했다. 와일더 퍼거슨은 재즈 피아니스트 크리스티안 제이콥과 결혼했다. 리사 퍼거슨은 로스앤젤레스에 사는 작가이자 영화 제작자이다. 사망 당시 퍼거슨에게는 에리카와 산드라라는 두 명의 손녀가 있었다.
퍼거슨은 2006년 8월 23일 캘리포니아주 벤투라에 있는 커뮤니티 메모리얼 병원에서 신장 및 간 기능 상실로 사망했다.